# 헬렌 맥

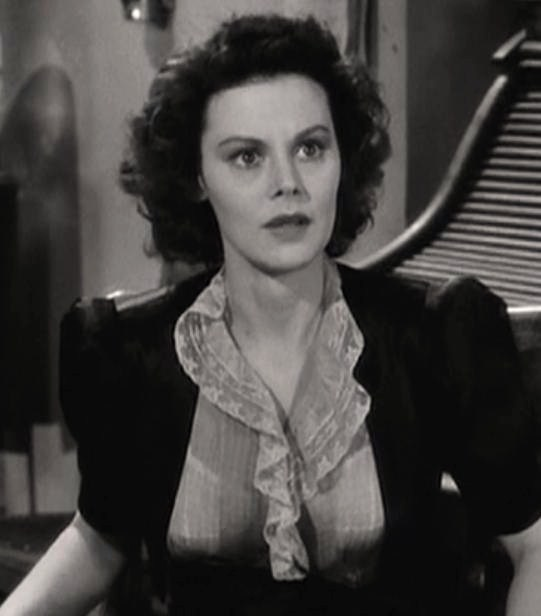

헬렌 맥(Helen Mack, 1913년 11월 12일 ~ 1986년 8월 13일)은 미국의 배우, 영화배우이다.
베벌리힐스에서 사망하였다. 사인은 암이다.

## 영화
- 사랑의 서광 (1944년)
- 그의 연인 프라이데이 (1940년)
- 하사모테 여왕의 비밀 (1935년)
- 레몬 드롭 키드 (1934년)
- 킹콩의 아들 (1933년) - 힐다 역
- 멜로디 크루즈 (1933년)
- 스트러글 (1931년)